# Tra le granite E le granate
Singles de Francesco Gabbani
Occidentali's Karma
(2017) Pachidermi e pappagalli
(2017)
Tra le granite E le granate est un single du chanteur et auteur-compositeur italien Francesco Gabbani, sorti le 5 mai 2017.
C'est le second single après Occidentali's Karma à être extrait de Magellano, le troisième album studio du chanteur.

## Description
Francesco Gabbani présente sa chanson comme une critique abordant sur un ton sarcastique les stéréotypes du vacancier, qui entre crème solaire et jeux de plage, tente d'échapper à son quotidien morose pour quelques instants de paix,.
Le titre de la chanson est écrit avec un E majuscule de manière à rappeler l'été (estate en italien), thème intimement lié aux vacances.

## Clip vidéo
Le clip réalisé par Gabriele Lucchetti, a été publié le 8 mai 2017 sur la chaîne YouTube de Francesco Gabbani.

## Pistes
| 1. | Tra le granite E le granate | Francesco Gabbani, Fabio Ilacqua, Luca Chiaravalli, Filippo Gabbani | 3:09 |

## Certifications
| Année | Ventes  | Certification             |
| ----- | ------- | ------------------------- |
| 2017  | 25 000  | Or Italie (FIMI)          |
| 2017  | 50 000  | Platine Italie (FIMI)     |
| 2017  | 100 000 | 2 × Platine Italie (FIMI) |